# Rebound
Rebound (bra: A Hora da Virada; prt: Ressalto) é uma comédia estrelada por Martin Lawrence. O filme foi dirigido por Steve Carr, e lançada em 2005. Além de Lawrence, A hora da virada também tem um elenco adicional de Breckin Meyer, Horatio Sanz e outros. 
O filme foi lançado em 1 de julho de 2005 e foi elogiado pelos críticos e espectadores. Ele fez pouco mais de US $ 6 milhões em uma semana após a sua abertura e o rendimento total foi de apenas US $ 16 milhões em os E.U.A . Isto mostra que Martin Lawrence esta realizando filmes mais pobres, em termos de receitas feitas. 

## Elenco
- Martin Lawrence como Roy McCormick
- Wendy Raquel Robinson como Jeanie Ellis
- Breckin Meyer como Tim Fink
- Horatio Sanz como Mr. Newirth
- Oren Williams como Keith Ellis
- Patrick Warburton como Larry Burgess
- Megan Mullally como diretor Walsh
- Eddy Martin como One Love
- Steven Christopher Parker como Wes
- Steven Anthony Lawrence, como Ralph
- Logan McElroy como Fuzzy
- Gus Hoffman como Óculos
- Tara Correa-McMullen como Big Mac
- Amy Bruckner como Annie
- Beau Billingslea como Membro do Conselho de NCBA
- Alia Shawkat como Amy
- Evan Weiss Cole como jogador oposto
- Cody Linley como Larry Burgess Jr.

## Recepção
Reboundrecebeu avaliações negativas dos críticos. No Rotten Tomatoes, o filme mantém uma classificação de 13%, com base em 90 avaliações, com uma classificação média de 3,7 / 10. No Metacritic, o filme tem uma pontuação de 36 em 100, com base em 25 críticos, indicando "revisões geralmente desfavoráveis".